# Justice League: Throne of Atlantis
Liga da Justiça: O Trono de Atlantis é uma animação lançada em Janeiro de 2015. O filme é dublado principalmente pelo ator Matt Lanter que dubla o Aquaman. O filme é dirigido por Jay Oliva e Ethan Spaulding e foi baseado no arco de história Throne of Atlantis.

## Sinopse
Depois de “Liga da Justiça: Guerra”, Arthur Curry será finalmente apresentado, mas não lembrará de sua herança Atlantis. Na trama, o vilão Mestre do Oceano controla Atlantida, lar de Aquaman, e vai à guerra contra o mundo da superfície por conta dos testes com armas por meio da Marinha. A Liga da Justiça intervém para proteger os inocentes e Aquaman fica no meio do caminho, sem saber de que lado ficar.

## Elenco de Dublagem
- Matt Lanter como Aquaman / Arthur Curry
- Sumalee Montano como Mera
- Sam Witwer como Mestre do Oceano / Orm Marius
- Sirena Irwin como Rainha Atlanna
- Jerry O'Connell como Superman / Clark Kent
- Jason O'Mara como Batman / Bruce Wayne
- Rosario Dawson como Mulher-Maravilha / Diana Prince
- Nathan Fillion como Lanterna Verde / Hal Jordan
- Christopher Gorham como Flash / Barry Allen
- Shemar Moore como Ciborgue / Victor Stone
- Sean Astin como Shazam
- Harry Lennix como David / Manta Negra
- George Newbern como Steve Trevor
- Melique Berger como Sarah Charler
- Steven Blum como Armadura do Ciborgue (creditado), Lex Luthor (não creditado)
- Patrick Cavanaugh como Jimmy Olsen
- Larry Cedar como Thomas Curry, pai de Arthur
- Barry Dennen como Aviador de Defesa
- Paul Elding como Capitão do Submarino
- Jay K. Johnson como Sam Lane
- Matthew Yang King como Dr. Stephen Shin
- Juliet Landau como Lois Lane
- Khary Payton como John Henry
- D. J. Price como Arthur jovem
- Andrea Romano como mulher idosa de Atlantida
- Michael Rosenbaum como líder do exercito
- Cedric Yarbrough como Técnico do Submarino

## Ligações Externas
- Justice League: Throne of Atlantis. no IMDb.
- Liga da Justiça: O Trono de Atlantis no Omelete